# 이은별
이은별(1991년 10월 2일~)은 대한민국의 쇼트트랙 선수이다. 2008년 세계 주니어 선수권 대회에서 종합 2위에 올랐다. 2009년 국가대표에 선발되어 2010년 동계 올림픽에 참가, 1500m에서 은메달을 땄다.

## 학력
- 인천인주초등학교 졸업
- 연수중학교 졸업
- 연수여자고등학교 졸업
- 고려대학교 체육교육과 학사

## 주요 참가대회 및 성적
- 2014/2015 ISU 쇼트트랙 월드컵 4차 대회 여자 3000m 동메달
- 2014/2015 ISU 쇼트트랙 월드컵 3차 대회 여자 3000m 계주 금메달
- 2014/2015 ISU 쇼트트랙 월드컵 2차 대회 여자 3000m 계주 금메달
- 2013 제26회 트렌티노 동계 유니버시아드 3000m 계주 금메달
- 2013 제26회 트렌티노 동계 유니버시아드 1000m 은메달
- 제92회 전국동계체육대회 여자 대학부 1000m 1등
- 제92회 전국동계체육대회 여자 대학부 500m 1등
- 2011 제25회 에르주룸 동계 유니버시아드 3000m 계주 금메달
- 2011 제25회 에르주룸 동계 유니버시아드 1000m 금메달
- 2011 제25회 에르주룸 동계 유니버시아드 500m 동메달
- 2011 제25회 에르주룸 동계 유니버시아드 1500m 금메달
- 2010 ISU 세계 쇼트트랙스피드스케이팅 팀 선수권대회 여자팀 종합 1등
- 2010 ISU 세계 쇼트트랙스피드스케이팅 선수권대회 여자부 500M 17등
- 2010 ISU 세계 쇼트트랙스피드스케이팅 선수권대회 여자부 1000M 25등
- 2010 ISU 세계 쇼트트랙스피드스케이팅 선수권대회 여자부 3000M(SF) 3등
- 2010 ISU 세계 쇼트트랙스피드스케이팅 선수권대회 여자부 종합 4등
- 2010 ISU 세계 쇼트트랙스피드스케이팅 선수권대회 여자부 1500M 2등
- 제21회 밴쿠버 동계올림픽 여자부 500M 8등
- 제21회 밴쿠버 동계올림픽 여자부 1500M 2등
- 제21회 밴쿠버 동계올림픽 여자부 3000M계주 8등
- 2009/2010 ISU 쇼트트랙 월드컵 4차대회 여자부 1500M 3등
- 2009/2010 ISU 쇼트트랙 월드컵 4차대회 여자부 500M 6등
- 2009/2010 ISU 쇼트트랙 월드컵 4차대회 여자부 1000M 30등
- 2009/2010 ISU 쇼트트랙 월드컵 4차대회 여자부 3000M계주 2등
- 2009/2010 ISU 쇼트트랙 월드컵 3차대회 여자부 1500M 6등
- 2009/2010 ISU 쇼트트랙 월드컵 3차대회 여자부 500M 25등
- 2009/2010 ISU 쇼트트랙 월드컵 3차대회 여자부 3000M계주 8등
- 2009/2010 ISU 쇼트트랙 월드컵 3차대회 여자부 1000M 5등
- 2009/2010 ISU 쇼트트랙 월드컵 2차대회 여자부 1500M 1등
- 2009/2010 ISU 쇼트트랙 월드컵 2차대회 여자부 1000M 4등
- 2009/2010 ISU 쇼트트랙 월드컵 2차대회 여자부 3000M계주 5등
- 2009/2010 ISU 쇼트트랙 월드컵 1차대회 여자부 1500M 2등
- 2009/2010 ISU 쇼트트랙 월드컵 1차대회 여자부 500M 14등
- 2009/2010 ISU 쇼트트랙 월드컵 1차대회 여자부 3000M계주 1등
- 2009/2010 ISU 쇼트트랙 월드컵 1차대회 여자부 1000M 2등
- 제24회 전국남녀 종합 쇼트트랙스피드스케이팅 선수권대회 여자부 1500M 2등
- 제24회 전국남녀 종합 쇼트트랙스피드스케이팅 선수권대회 여자부 3000M(SF) 2등
- 제24회 전국남녀 종합 쇼트트랙스피드스케이팅 선수권대회 여자부 종합 3등
- 제23회 전국남녀 학생종별종합 쇼트트랙스피드스케이팅 선수권대회 여고부 500M 1등
- 제23회 전국남녀 학생종별종합 쇼트트랙스피드스케이팅 선수권대회 여고부 1000M 1등
- 제23회 전국남녀 학생종별종합 쇼트트랙스피드스케이팅 선수권대회 여고부 종합 2등
- 제23회 전국남녀 학생종별종합 쇼트트랙스피드스케이팅 선수권대회 여고부 3000M(SF) 2등
- 제90회 전국동계체육대회 여고부 500M 1등
- 제90회 전국동계체육대회 여고부 1000M 1등
- 2009 ISU 세계 주니어 쇼트트랙스피드스케이팅 선수권대회 여자부 1500M 2등
- 2009 ISU 세계 주니어 쇼트트랙스피드스케이팅 선수권대회 여자부 500M 4등
- 2009 ISU 세계 주니어 쇼트트랙스피드스케이팅 선수권대회 여자부 1500M(SF) 1등
- 2009 ISU 세계 주니어 쇼트트랙스피드스케이팅 선수권대회 여자부 1000M 2등
- 2009 ISU 세계 주니어 쇼트트랙스피드스케이팅 선수권대회 여자부 3000M계주 3등
- 2009 ISU 세계 주니어 쇼트트랙스피드스케이팅 선수권대회 여자부 종합 1등
- 2008 전국남녀 주니어 쇼트트랙스피드스케이팅 선수권대회 여자부 1500M 3등
- 2008 전국남녀 주니어 쇼트트랙스피드스케이팅 선수권대회 여자부 1000M 1등
- 2008 전국남녀 주니어 쇼트트랙스피드스케이팅 선수권대회 여자부 1500M(SF) 1등
- 2008 전국남녀 주니어 쇼트트랙스피드스케이팅 선수권대회 여자부 종합 1등
- 제24회 회장배 전국남녀 쇼트트랙스피드스케이팅 대회 여고부 1500M 1등
- 제24회 회장배 전국남녀 쇼트트랙스피드스케이팅 대회 여고부 3000M 1등
- 2008 아시아 쇼트트랙스피드스케이팅 트로피 여자 시니어 500M 6등
- 2008 아시아 쇼트트랙스피드스케이팅 트로피 여자 시니어 1000M 3등
- 2008 아시아 쇼트트랙스피드스케이팅 트로피 여자 시니어 1500M 3등